# Talia Balsam
Talia Balsam (Nova Iorque, 5 de março de 1959) é uma atriz estadunidense.
É filha dos atores Martin Balsam e Joyce Van Patten. Ja foi casada com George Clooney e posteriormente casou-se com John Slattery.Fez participações em diversos seriados de televisão, como Happy Days, em 1977; Dallas, em 1978; Hill Street Blues, em 1982; Family Ties, em 1983; Punky Brewster, em 1984; Tales from the Darkside, em 1987; Murder, She Wrote, em 1985 e 1990; Mad About You, em 1993; Touched by an Angel, em 1995; Law & Order, em 1992 e 1996; Early Edition, em 1997; L.A. Doctors, em 1998 e 1999; Ally McBeal, em 1999; Without a Trace, em 2003 e 2004; e Commander in Chief, em 2005, entre outros.
Atuou também em diversos filmes, tanto os feitos para a televisão, como The Initiation of Sarah (1977) e Survival of Dana (1979), como os para a tela grande, como Mass Appeal (1984), com Jack Lemon; In the Mood (1987), com Patrick Dempsey; Killer Instinct (1991); Little Manhattan (2005); All the King's Men (2006), com Sean Penn e Anthony Hopkins; e The Cake Eaters (2007), dirigido pela atriz Mary Stuart Masterson.